# Jordanoleiopus flavomaculatus
Jordanoleiopus flavomaculatus es una especie de escarabajo longicornio del género Jordanoleiopus, tribu Acanthocinini, familia Cerambycidae. Fue descrita científicamente por Hunt & Breuning en 1957.

## Distribución
Se distribuye por República de Sudáfrica y Zimbabue.

## Descripción
La especie mide 4-5 milímetros de longitud. El período de vuelo ocurre en los meses de enero y diciembre.